# Radio Studio 54 Network
Radio Studio 54 Network – włoska ponadregionalna rozgłośnia radiowa z siedzibą w Locri, nadająca również w kilku innych miastach włoskich. Ramówka stacji ma charakter muzyczno-informacyjny, przy czym w serwisach informacyjnych i publicystyce szczególny nacisk kładziony jest na tematykę ekonomiczną.

## Historia
Studio54network zaczyna działalność 6 czerwca 1985 od pomysłów Pietro Parretta, Francesco Massara, Enzo Gatto, Memmo Minniti i Pietro Musmeci. Pierwotna nazwa stacji była Radio DJ Club Studio 54.
Jak prawie wszystkie włoskie radia, Stadio54network zaczyna działalność amatorska, a następnie w latach 90. twórcy radia zaczynają być świadomi ich celów profesjonalnych. 
Studio54network w roku 1991 zostaje pierwszą stacją radiowa kalabryjską (i jedna z pierwszych włoskich), które korzysta z systemu Radio Data System. 
W 1994 r. emisja jest już skomputeryzowana, to pozwala na odbieranie lepszej jakości w przekazie która nie może być dopasowana do technologii urządzeń analogowych. Studio54network osiąga taki cel jako pierwsze radio w Kalabrii, i pierwsze we Włoszech w całkowitym wykorzystaniu tej technologii do emisji. 
Od 1995 roku radio poszerza jego obszar użytkowników na Kalabrii i w sąsiednich regionach. 
W 1997 roku jest jednym z pierwszych włoskich stacji radiowych które nadają w Internecie poprzez Media strumieniowe. 
W 1998 roku zmienia nazwę na Studio54Network.

## Aktualne programy

### Codzienne spotkania
- 54 News, od 7:00 do 21:00
- Soundtracks – il cinema alla radio, o 8:40, 15:10, 23:00
- Promodisco, o 12:40, o 17:40 i o 19:40
- History Time o 13:30, 23:30 i o 5:10
- Area 54 – All days, o 14:30 i o 21:30
- Pezzi da 90, o 22:00
- Rock Italia, o 8:40, 9:45, 21:20, 23:45
- Italia in Prima Pagina, od 6:00 o 10:00
- Rock Collection, o 14:00 i o 21:00
- 54 Disco Hit, o 7:30, 13:00, 18:00 i o 22:00
- Rock a Mezzanotte, po 24:00
- Action Parade, o 9:45 i o 22:20
- The Ultimate Ipod Collection, o 10:20 i o 2:20
- Edizione Limitata, o 20:40 i o 3:40
- Concerto Impossibile, o 3:20 i o 20:40
- Emozioni, od 23:30
- Il Gatto e la Volpe Band Show, o 12:30, 14:30, 19:20
- Celebrity, o 10:10 i o 21:30
- Storie, o 14:00 i o 18:40

## Staff
- Wydawca: Francesco Massara
- Dźwiękowcy: Giuseppe Romeo, Mimmo De Marco, Piero Fiumanò, Vincenzo Macrì, Federico Riefolo
- Przewodniczący: Rossella Laface, Alex Albano, Paolo Sia, Enzo DiChiera, Demetrio Malgeri, Marika Torcivia, Franco Siciliano, Mara Rechichi, Luigi Di Dieco
- Odpowiedzialny za wytwórnie płytowe: Daniela Panetta
- Programowanie muzyczne: Francesco D'Augello, Daniela Panetta

## Dawny staff
Memmo Minniti, Tommaso Massara, Clementina Parretta, Enzo Gatto, Francesca Ritorto, Pino Martelli, Espedita Rechichi, Sergio Minniti, Gianluca Laganà, Rossana Pedullà, Ugo La Macchia, Paolo Guerrieri, Luciano Procopio, Antonio Lombardo, Rosy Carelli, Giuseppe Galluzzo, Peppe Lentini, Paolo Guerrieri, Chiara Mearelli, Luca Filippone, Enrico Ventrice, Valentina Ammirato, Massimo Apa, Emily i Debora LoGiacco, Barbara Costa, Pasquale Fragomeni, Roberta Rupo, Veronica De Biase, Valentina Geracitano, Francesco Cunsolo, Francesco Parasporo, Antonella Romeo, Eleonora Femia, Rosana e Regina Garofalo, Debora Sainato, Ugo Lully Tommaselli, Pino Trecozzi, Luigi Grandinetti, Eddy i Ottavia Lombardo, Antony Greco, Sandro Pascuzzo, Giuseppe Evalto, Stefania Morabito.

## Studio 54 LiveTour
Studio 54 LiveTour to całodobowy koncert który odbywa się od 2000 roku. Obejmuje muzykę, gry, zabawy, prezenty, gadżety i niespodzianki dla całej publiczności. Występują na scenie goście całych Włoszech i występ jest puszczany na żywo w radiu i w telewizji.

## Studio 54 Angels

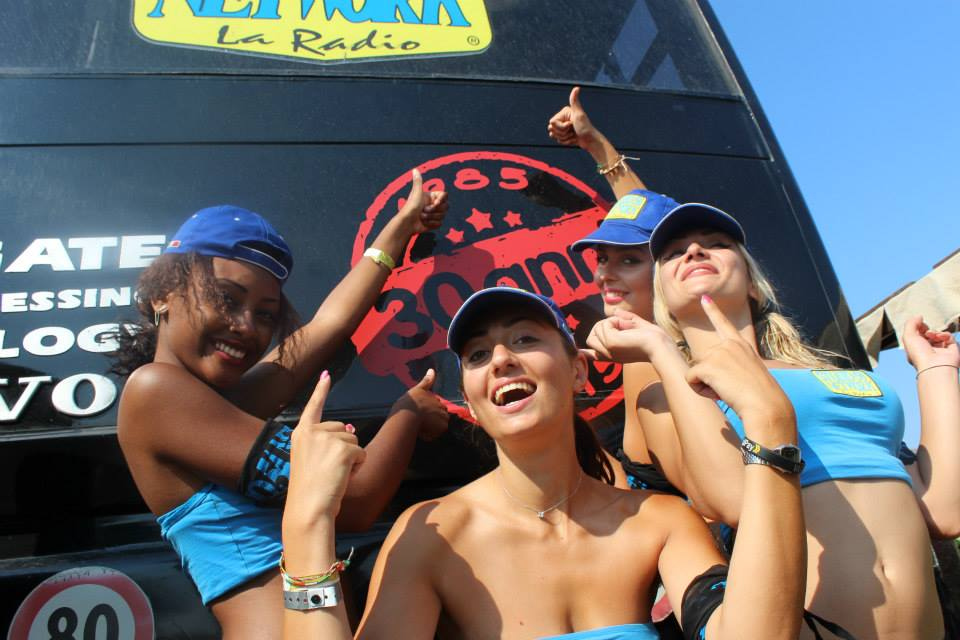
Studio 54 Angels

54 Angels to grupa dziewczyn które obsługują wszystkie działania zewnętrzne radia Studio54. W 2010 r. pracują w zespole w sprawach animacji. Poruszają się samochodami terenowymi jakie Jeep lub Cabrio zęby szybko dotrzeć do zdarzenia. Są odpowiedzialne za organizacje promocji w sklepach na poziomie krajowym.

## Studio 54 Stargate
Serce koncertów i transmisji na żywo jest obsługiwane przez Studio 54 Stargate, zaawansowane studio transmisyjne, które składa się z kilka oddzielnych jednostek: konsola, sprzęt audio i wideo, dwie odrębne jednostki do produkcji, postprodukcji i transmisji strumieniowej audio i wideo.